# Zabadeus
Els zabadeus foren una antiga tribu àrab que vivia prop de Damasc i que fou atacada per Jonatan, segons consta al llibre I dels macabeus. El seu territori fou saquejat.